# Rallye d'Estonie
Navigation
Édition 2024 Édition 2025
Le Rallye d'Estonie (actuel Delfi Rally Estonia) est un rallye automobile se déroulant sur terre à la mi-juillet. Il se déploie depuis sa création en 2010 autour d'Otepää (anciennement Nuustaku), station de sports d'hiver réputée située au sud de ce pays balte. De 2014 à 2016, le Rallye d'Estonie était une manche du Championnat d'Europe des rallyes FIA.
Le Rallye Estonie était le rallye promotionnel officiel du WRC en 2019 et a rejoint le calendrier du championnat du monde des rallyes en 2020.

## Histoire

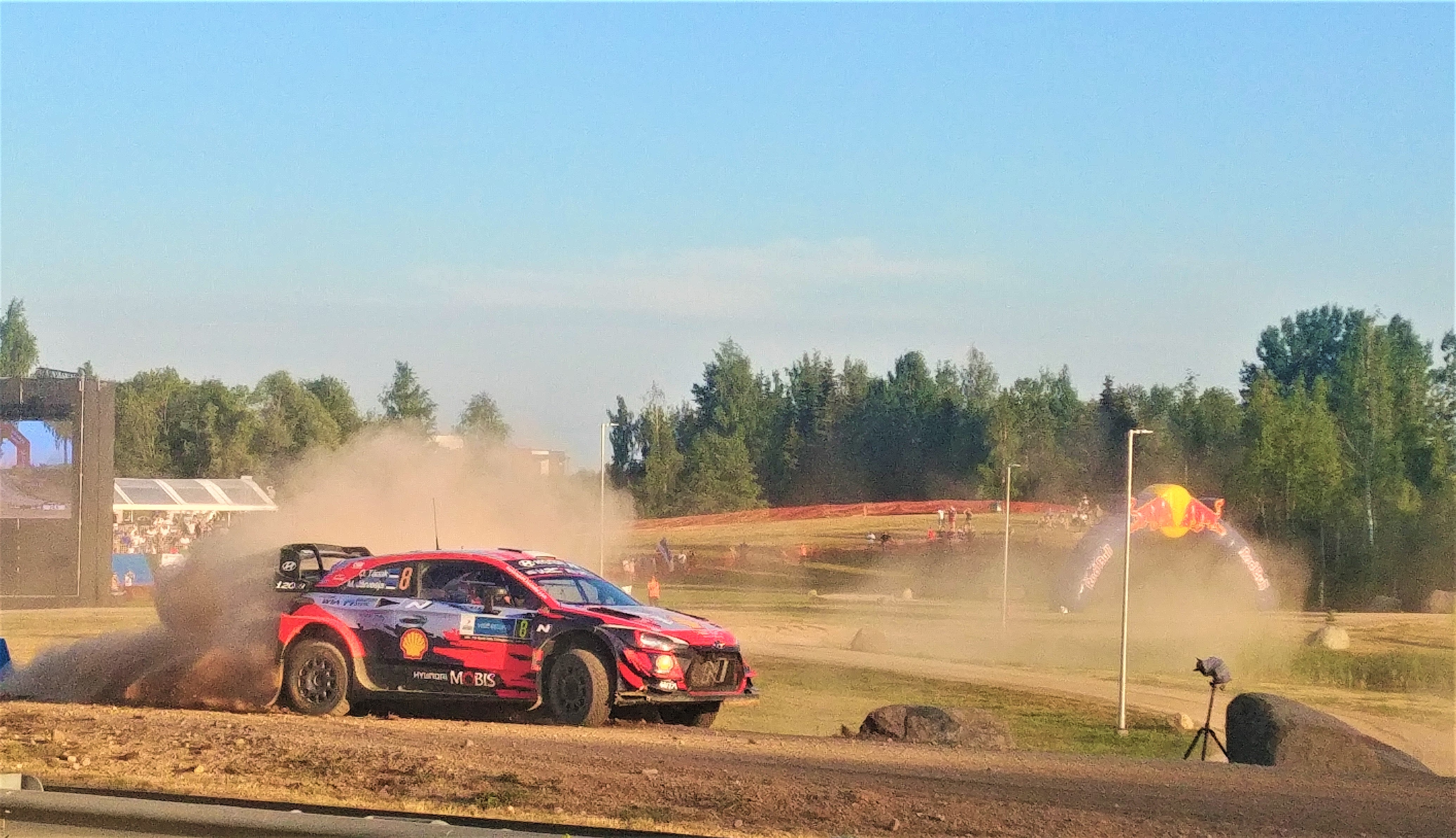
Ott Tänak au rallye d'Estonie 2021

Il intègre le Championnat d'Europe des rallyes en 2014 ainsi que sa mini-série du Challenge Terre, comme 8e manche estivale.
Le départ a lieu pour la première fois depuis Tartu lors de l'introduction en ERC.
Le pilote norgégien Mads Østberg l'a déjà remporté à deux reprises consécutives.

## Palmarès
| Saison | Pilote          | Copilote             | Écurie                     | Voiture                 | Pneus       | Championnat |             |
| ------ | --------------- | -------------------- | -------------------------- | ----------------------- | ----------- | ----------- | ----------- |
| 2010   | Markko Märtin   | Kristo Kraag         | MM Motorsport              | Ford Focus RS WRC 03    | BF          |             |             |
| 2011   | Mads Østberg    | Jonas Andersson (en) | Adapta AS                  | Ford Fiesta RS WRC      | BF          |             |             |
| 2012   | Mads Østberg    | Jonas Andersson (en) | Adapta World Rally Team    | Ford Fiesta RS WRC      | M           |             |             |
| 2013   | Georg Gross     | Raigo Mõlder         | OT Racing                  | Ford Focus RS WRC 08    | P           |             |             |
| 2014   | Ott Tänak       | Raigo Mõlder         | MM Motorsport              | Ford Fiesta R5          | D           | ERC         |             |
| 2015   | Alexey Lukyanuk | Alexey Arnautov      | Chervonenko Racing         | Mitsubishi Lancer Evo X | P           | ERC         |             |
| 2016   | Ralfs Sirmacis  | Māris Kulšs          | Sports Racing Technologies | Škoda Fabia R5          | M           | ERC         |             |
| 2017   | Non disputé     | Non disputé          | Non disputé                | Non disputé             | Non disputé | Non disputé | Non disputé |
| 2018   | Ott Tänak       | Martin Järveoja      | Toyota Gazoo Racing WRT    | Toyota Yaris WRC        | M           |             |             |
| 2019   | Ott Tänak       | Martin Järveoja      | Toyota Gazoo Racing WRT    | Toyota Yaris WRC        | M           |             |             |
| 2020   | Ott Tänak       | Martin Järveoja      | Hyundai Shell Mobis WRT    | Hyundai i20 Coupé WRC   | M           | WRC         |             |
| 2021   | Kalle Rovanperä | Jonne Halttunen      | Toyota Gazoo Racing WRT    | Toyota Yaris WRC        | P           | WRC         |             |
| 2022   | Kalle Rovanperä | Jonne Halttunen      | Toyota Gazoo Racing WRT    | Toyota GR Yaris Rally1  | P           | WRC         |             |
| 2023   | Kalle Rovanperä | Jonne Halttunen      | Toyota Gazoo Racing WRT    | Toyota GR Yaris Rally1  | P           | WRC         |             |
| 2024   | Georg Linnamäe  | James Morgan         | RedGrey Team               | Toyota GR Yaris Rally2  | M           | ERC         |             |
| 2025   | Oliver Solberg  | Elliott Edmondson    | Toyota Gazoo Racing WRT    | Toyota GR Yaris Rally1  | H           | WRC         |             |

### Multiples vainqueurs
| Nombre de victoires | Pilote          | Années victorieuses    |
| ------------------- | --------------- | ---------------------- |
| 4                   | Ott Tänak       | 2014, 2018, 2019, 2020 |
| 3                   | Kalle Rovanperä | 2021, 2022, 2023       |
| 2                   | Mads Østberg    | 2011, 2012             |

| Nombre de victoires | Copilote             | Années victorieuses |
| ------------------- | -------------------- | ------------------- |
| 3                   | Martin Järveoja      | 2018, 2019, 2020    |
| 3                   | Jonne Halttunen      | 2021, 2022, 2023    |
| 2                   | Jonas Andersson (en) | 2011, 2012          |
| 2                   | Raigo Mõlder         | 2013, 2014          |

| Nombre de victoires | Constructeur |
| ------------------- | ------------ |
| 7                   | Toyota       |
| 5                   | Ford         |

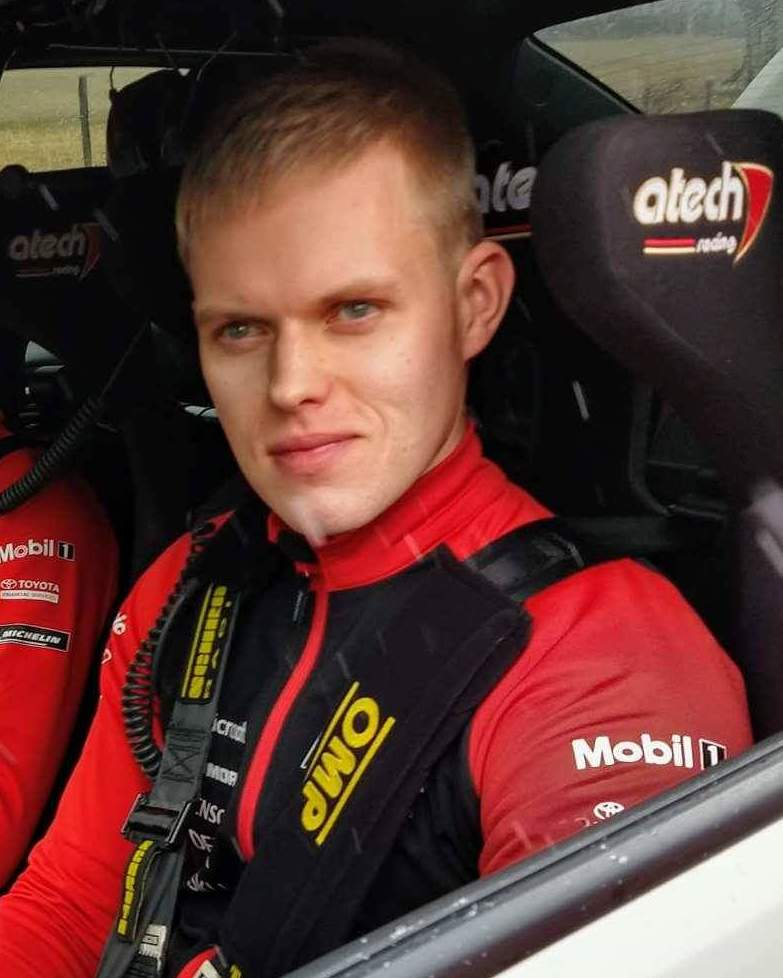
Ott Tänak a remporté quatre fois le rallye d'Estonie.

- Années en gras = rallye d'Estonie inscrit au championnat du monde des rallyes (WRC)
- Années en italique = rallye d'Estonie inscrit au championnat d'Europe des rallyes (ERC)